# Уимблдон
Уимблдо́н (англ. Wimbledon / 'wɪmbld(ə)n/), ист. Wymbeldon (XIII в.), Wimbleton (XIV в.), Wymelton (XVI в.) — юго-западный район (дистрикт) Лондона. Входит в состав административного района (боро) Мертон и расположен в 11,3 км от Чаринг-Кроссa. Известен как место проведения Уимблдонского теннисного турнира и (до 2002 года) база одноимённого клуба футбольной Премьер-лиги.

## Этимология названия
Название Уимблдон восходит к староанглийскому Wynnmandon, «Холм Винмана» (др.-англ. dun —"hill"). Форма названия изменилась после установления власти норманнов: Wynnman - трансформировалось в Wiman, Wimel — и наконец, современный вариант Wimble.

## История
Места, где сейчас расположен Уимблдон, были, вероятно, заселены давно. В этом районе было сделано несколько находок, датируемых палеолитом, но в основном эффективными были раскопки неолитических поселений. В незастроенном районе Уимблдон Коммон (англ.) найдено захоронение, состоящее из 23 могильных холмов, содержащих артефакты бронзового века, датируемые третьим тысячелетием до новой эры. Около 700 года до новой эры здесь было построено укреплённое поселение площадью 12 акров, которое с XIX века принято называть «Лагерем Цезаря» (англ. Ceasar's Camp). Часть географических названий в этом регионе относится к доримскому периоду.
11-е издание «Британники» связывает современный Уимблдон с Уиббандуном (Wibbandun), местом битвы армий королей Уэссекса Кеулина и Кента Этельберта в 568 году. Однако «История графства Суррей», вышедшая примерно тогда же, называет эту теорию недостоверной. Между VI и X веками в этом районе существовало село с деревянной церковью. Поселение упоминается в 967 году под именем Wimbedounyng в хартии, подписанной королём Эдгаром Миролюбивым.

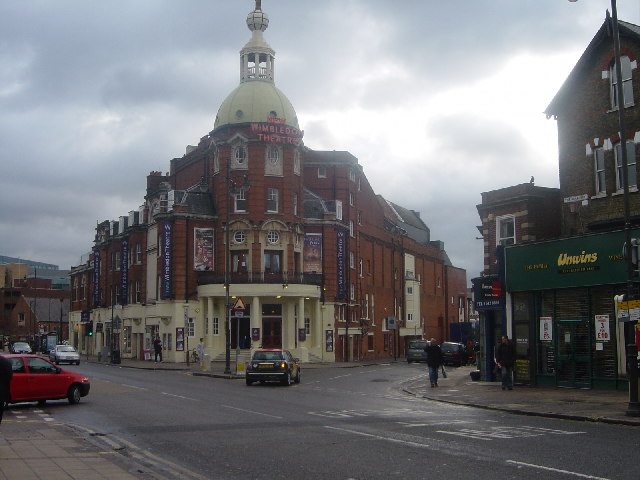
Уимблдонский театр

В Книге Страшного суда Уимблдон не упоминается; по всей видимости, его территория входила в то время в состав обширного владения Мортлейк (англ.). Весь регион был разорён в ходе норманского вторжения, и раздел Книги Страшного суда, относящийся к Мортлейку, указывает, что общая стоимость манора упала после завоевания более чем втрое. Уимблдон как отдельное владение начинает регулярно упоминаться с 1328 года. Большую часть времени вплоть до 1536 года он находился под властью архиепископов Кентерберийских. В середине XVI века Уимблдонский манор становится собственностью Короны (англ.), но позже снова переходит в частное владение. В 1625 году учреждён титул виконта Уимблдонского, присвоенный Эдварду Сесилу. После его смерти манор снова начинает переходить из рук в руки, дважды на короткое время становясь собственностью королевы Генриетты-Марии. Наконец, в 1746 году, его получил по наследству Джон Спенсер, впоследствии виконт Спенсер-Алторп и граф Спенсер. В 1801 году 2-й граф Спенсер отстроил новую центральную усадьбу Уимблдон-Парк-хаус. С тех пор в его роду манор передавался по наследству, пока в 1877 году его не продал пятый граф Спенсер.
В 1838 году в Уимблдоне открылась железнодорожная станция, а в 1889 году в Уимблдон-парке ещё одна, что сделало эти места доступными и привлекательными для новых жителей.
В 1866 году на Уимблдон распространилось действие Акта о местном самоуправлении 1858 года. С 1894 по 1905 годы Уимблдон находился под управлением районного совета, а затем получил статус города.
В годы Первой мировой войны в Уимблдоне была сформирована добровольческая 190-я бригада полевой артиллерии численностью в 700 человек. Бригада участвовала в боевых действиях во Франции, Италии и Бельгии. В 1916 году на Уимблдон Коммон был построен аэродром для истребительной авиации, защищавшей Лондон. В ходе Второй мировой войны Уимблдон, начиная с 16 августа 1940 года, неоднократно подвергался бомбёжкам, унёсшим жизни 150 жителей и разрушившим 810 домов. Уимблдон служил перевалочным пунктом для приёма беженцев из Польши, Бельгии, Нидерландов и Франции.
В 1965 году лондонский боро Уимблдон был объединён с боро Митчем (англ.) и районом Мертон и Морден (англ.) в единый боро Мертон. В 1990-е годы администрация нового боро была переведена из мэрии Уимблдона в Морден.

## Ежегодный теннисный турнир
В 1870-х годах, у подножья холма на землях между линией железной дороги и Уорпл Роуд (Worple Road), Всеанглийский клуб лаун-тенниса и крокета начал проводить свои ежегодные чемпионаты. Однако, популярность игры в крокет шла на убыль, тогда как новый спорт, лаун-теннис, получал всё большее распространение. Первоначально имея лишь одну из площадок, выделенную под теннис, клуб решил провести свой первый Чемпионат по Лаун-Теннису в июле 1877 года. Турнир начался 9 июля, соревнования были проведены только в одиночном мужском разряде.
Сейчас Уимблдо́нский турни́р (сокращённо Уимблдо́н, англ. The Championships, Wimbledon) — международный теннисный турнир, один из четырёх турниров Большого шлема, с 1877 года проводящий большинство своих матчей на травяных кортах Всеанглийского клуба лаун-тенниса и крокета (Уимблдон, Великобритания).
Основные сетки соревнования традиционно проводятся в двухнедельный отрезок в конце июня — начале июля, выявляя победителей в пяти разрядах у взрослых, четырёх — у старших юниоров и четырёх — у инвалидов-колясочников.
Организатор турнира — британская Ассоциация лаун-тенниса. C 1988 года Уимблдон является единственным турниром серии Большого шлема, проводящимся на травяных кортах. Общий призовой фонд в 2021 году превышал 35 миллионов фунтов стерлингов, победители в одиночных разрядах получили по 1,7 миллиона фунтов стерлингов.
Уимблдонский турнир представляет собой международный культурный феномен. Его розыгрыши ежегодно транслируют 80 телевещательных компаний, в освещении турнира участвуют более 3000 теле-, радио- и газетных журналистов и фотографов, во время его проведения разворачивается действие ряда произведений художественной литературы и кинофильмов.

## Население и знаменитые граждане
С удешевлением железнодорожных билетов в 1880-е годы в Уимблдон, где до этого жили в основном обеспеченные люди, начался приток менее состоятельных жителей. Население Уимблдона составляло 6000 человек в 1865 году, но уже к 1891 году выросло почти до 26 тысяч, а к 1901 году более чем до 41 тысячи человек. К выборам 2010 года в Уимблдоне проживало около 93 тысяч человек.
Среди уроженцев и обитателей Уимблдона было много известных личностей:
- политик-аболиционист Уильям Уилберфорс
- идеолог британского либерализма Чарльз Джеймс Фокс
- писатель Фредерик Марриет[5]
- историк и писатель Роберт Грейвс
- актёр Оливер Рид
- бизнесвумен-галерист Тамара Бекуит

В разные исторические периоды там (кратковременно) проживали адмирал Нельсон, Артур Шопенгауэр (1803 г.), император Эфиопии Хайле Селассие I (1936 г.) и другие.

## Уимблдон в искусстве
Уимблдон является местом действия романов современного британского писателя Найджела Уильямса, известных под общим названием «Уимблдонская трилогия»:
- Уимблдонский отравитель (англ. The Wimbledon Poisiner, 1990); по книге в 1994 году снят многосерийный фильм для Би-Би-Си[13]
- Пришельцы с SW19 (англ. They Came From SW19, 1992)
- На восток от Уимблдона (англ. East of Wimbledon, 1993)

В Уимблдоне разворачивается действие серии книг об уомблах детской писательницы Элизабет Бересфорд. Уимблдон также является местом падения одного из марсианских межпланетных кораблей в «Войне миров» Герберта Уэллса.